# André Essel
André Essel, né le 4 septembre 1918 à Toulouse et mort le 31 janvier 2005 à Paris 5e, frère de Jacques Essel, est un homme politique, résistant et entrepreneur français, connu pour avoir fondé la Fnac avec Max Théret.

## Biographie
André Essel adhère en 1935 aux Jeunesses socialistes (JS) et est exclu du mouvement socialiste avec les membres de sa tendance, jugée proche du trotskysme, cette même année. Il rejoint alors les jeunesses socialistes révolutionnaires, dont il devient un des cadres dirigeants. Pendant l'Occupation, il milite au sein du mouvement des Auberges de jeunesse, dans la zone sud, utilisant comme d'autres, ce réseau pour diffuser des documents issus de la résistance trotskiste.
En 1943, il échappe de peu à l'arrestation, et rejoint Paris où il siège à la direction du  Parti communiste internationaliste (PCI, trotskyste).
Sous les conseils d'Yvan Craipeau, il retourne, à la Libération, aux Jeunesses socialistes (JS) et devient, en 1946, secrétaire national de cette organisation.
L'année suivante, la totalité du bureau des JS est exclu de l'organisation pour s'être opposée à la politique menée par le gouvernement soutenu par la SFIO, et notamment la répression de la grève aux usines Renault. Il adhère à l'Action socialiste et révolutionnaire (ASR) puis participe au Rassemblement démocratique révolutionnaire (RDR)
À la suite de la dissolution du RDR, il rejoint les neutralistes de Claude Bourdet, et se présente aux législatives de 1951 sur les listes du Centre d'action des gauches indépendantes (CAGI).
Il cesse alors toute activité politique.
Il fonde la Fnac en 1954, avec Max Théret,. Pour lui, il s'agit d'une nouvelle approche de l'amélioration du sort des travailleurs, fondée non sur l'augmentation des salaires, mais sur la baisse des prix. Il est président directeur général de l'entreprise jusqu'à son départ en 1983. Il devient ensuite Responsable de la Librairie des Galeries Lafayette Haussmann sous l'impulsion de Jean-Michel Hallez et Raoul Meyer.

## Œuvres
- Je voulais changer le monde : mémoires. - Stock, 1985.
  - Nouvelle édition suivie d'entretiens avec Perle Scemla en 2001 chez Mémoire du livre. -   (ISBN 2-913867-29-4)

## Décorations
- Croix de guerre 1939–1945